# André Langié
André Langié, né à Payerne le 21 septembre 1871 et mort le 30 décembre 1961 à Lausanne, est un bibliothécaire et cryptologue suisse. Engagé par les Services de renseignements suisses pour décrypter des messages étrangers, André Langié est à l'origine de l'Affaire des colonels, qui débute quand il informe la presse et le Conseil fédéral que des colonels du service de renseignements transmettent des documents aux services allemands et autrichiens.

## Biographie
André Langié est le fils d'un réfugié polonais qui obtient sa naturalisation suisse en 1869 aux Planches (commune actuelle d'Ormont-Dessous), dans le canton de Vaud. Après des études supérieures dans les cantons de Vaud et Fribourg, il obtient un doctorat en lettres à l'Université de Fribourg. Polyglotte, il est traducteur assermenté par le canton de Vaud pour 32 langues.
Bibliothécaire à Lausanne, réformé de l'armée pour raisons médicales, il est appelé par la section de renseignements de l'armée suisse pour effectuer des travaux de décryptage de documents pendant la Première Guerre mondiale.
En décembre 1915, il décide d'informer la presse et le Conseil fédéral que deux colonels de l'armée, Friedrich Moritz von Wattenwyl, et son collaborateur Karl Egli, transmettent dès le début du conflit des documents aux attachés militaires allemands et austro-hongrois.
À la suite de cette affaire d'espionnage, qui sera ensuite connue sous le nom d'« affaire des colonels », André Langié fut considéré comme un traître à la patrie. Il perdit son emploi de cryptologue et redevint bibliothécaire à Lausanne.

## Publications
- André Langié, « De la cryptographie - étude sur les écritures secrètes ». Payot, 1918.